# Arquidiócesis de Capua
La arquidiócesis de Capua (en latín: Archidioecesis Capuana y en italiano: Arcidiocesi di Capua) es una circunscripción eclesiástica de la Iglesia católica en Italia. Se trata de una arquidiócesis latina, sufragánea de la arquidiócesis de Nápoles. Desde el 11 de diciembre de 2023 su arzobispo es Pietro Lagnese.

## Territorio y organización

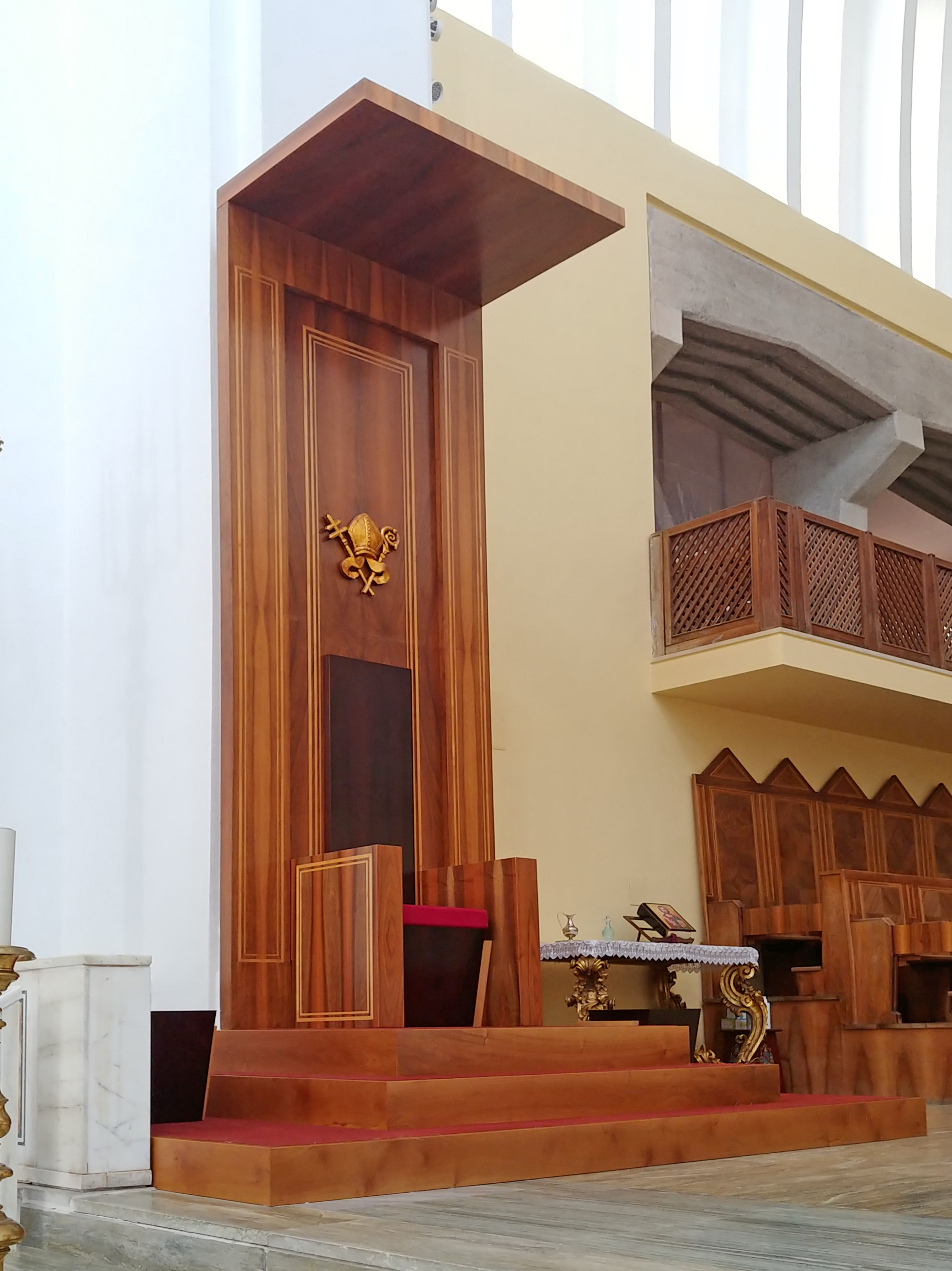
Cátedra episcopal de Capua

La arquidiócesis tiene 500 km² y extiende su jurisdicción sobre los fieles católicos de rito latino residentes en parte de la región de Campania, comprendiendo en la provincia de Caserta las comunas de Capua, Bellona, Camigliano (limitado a la fracción de Leporano; el restante territorio está en la diócesis de Teano-Calvi), Cancello ed Arnone, Casagiove (en parte, el restante territorio está en la diócesis de Caserta), Casapulla, Caserta (en parte, limitado a la fracción de Ercole; el restante territorio está en la diócesis de Caserta), Castel Morrone (en parte, el restante territorio está en la diócesis de Caserta), Castel Volturno, Curti, Francolise (en parte, limitado a la fracción de Sant'Andrea del Pizzone; el restante territorio está en la diócesis de Teano-Calvi), Giano Vetusto (en parte, limitado a la parroquia de Santa Maria Maddalena; el restante territorio está en la diócesis de Teano-Calvi), Grazzanise, Macerata Campania, Marcianise (en parte; el restante territorio está en la diócesis de Caserta), Pastorano (en parte, limitado a la fracción de Pantuliano; el restante territorio está en la diócesis de Teano-Calvi), Portico di Caserta, San Prisco, Santa Maria Capua Vetere, Santa Maria la Fossa, San Tammaro y Vitulazio.
Limita con la diócesis de Aversa al sur, con la diócesis de Acerra al sureste, con la diócesis de Sessa Aurunca al noroeste, con la diócesis de Teano-Calvi al norte, con la diócesis de Alife-Caiazzo al noreste y con la diócesis de Caserta al este.
La sede de la arquidiócesis se encuentra en la ciudad de Capua, en donde se halla la Catedral basílica de la Asunción de María.
En 2023 en la arquidiócesis existían 60 parroquias agrupadas en 7 foranías: Capua, Bellona, Tifatina, Marcianise, Santa Maria Capua Vetere, Basso Volturno, Macerata.

## Historia
La arquidiócesis de Capua es, según la tradición, una de las diócesis italianas más antiguas, datando de antes de mediados del siglo I. De hecho, cuenta con orígenes apostólicos. Sin embargo, la primera evidencia histórica de un obispo de Capua sólo proviene de Proterio, que asistió al sínodo de Roma en 313.
Fundada como aldea agrícola de origen osco a principios de la Edad del Hierro, quizás incluso antes de la fundación de Roma (ca. 900-750), los etruscos hicieron de Capua una ciudad fortificada, colocándola a la cabeza de la dodecápolis de Campania, que incluía las ciudades de Atella, Cales (Calvi Risorta), Casilino, Cumas, Ercolano, Formia, Nápoles, Nuceria, Nola, Pompeya, Pozzuoli y Sessa. Desde entonces Capua fue durante siglos el gobernante indiscutible de la Campania félix romana y de la Terra Laboris o Liburia normanda, es decir, de Campania, que toma su nombre de la ciudad de Capua (llanura capuana, es decir, llanura campana).

### Los orígenes apostólicos
Una antigua tradición, que se fusionó con el Breviarium Campanum y no sólo con la historiografía local, cuenta que el Evangelio fue predicado en Capua por boca del apóstol san Pedro, de camino a Roma, quien también dejó como primer obispo allí a su compañero de viaje y discípulo del Señor san Prisco de Capua, incluso dueño de la casa que acogió a Jesús y los apóstoles para la Última Cena.
Más allá de cualquier discusión sobre sus orígenes, lo cierto es que Capua, como Roma, tuvo sus primeros mártires en san Prisco, san Sinoto, san Lupolo, san Rufo, san Carponio, san Quarto, san Marcello, san Agustín de Capua, santa Felicita, san Quinto, san Aristeo y muchos otros; sus catacumbas, sus basílicas paleocristianas; su importancia como Iglesia ecuménica comprometida en debates doctrinales siempre junto a la Iglesia de Roma. Así lo demuestran la correspondencia epistolar, conservada en la Biblioteca Diocesana de la Arquidiócesis de Capua, de san Cipriano de Cartago y san Agustín de Capua (249-260), la presencia del obispo Proterio (304-326) en el Concilio Romano de 313, el primer concilio de Arlés en 314 y los otros dos concilios romanos de 315 y 325.
De gran importancia son la definición del obispo Vicente (hacia 341-después de 357), llamado por san Atanasio de Alejandría "obispo de Capua, metrópolis de Campania", y la ubicación de Capua por el poeta Ausonio, maestro de san Paulino de Nola, entre las veinte principales y más ilustres ciudades del Imperio romano, precedida sólo por Roma, Constantinopla, Cartago, Antioquía, Alejandría, Tréveris y Milán.

### Capua delsigloIV
En 391, por orden del papa Siricio, Capua fue sede de un concilio plenario de obispos occidentales y orientales en el que, bajo la presidencia de san Ambrosio, se discutió y definió la doctrina relativa a la virginidad perpetua de María, impugnada por el obispo herético Bonoso de Sárdica.
Entre los obispos de la sede de Capua, se pueden recordar especialmente a dos, venerados como santos:
- San Germán de Capua (516-540), cuya alma en el momento de su muerte fue vista ascendiendo al cielo por su más querido amigo y confidente san Benito de Nursia, fue enviado como delegado papal a la Corte de Constantinopla en 519 por el papa Hormisdas, para sanar el cisma entre Oriente y Occidente provocado por el patriarca Acacio de Constantinopla.
- San Víctor (541-556), experto biblista, patrólogo, liturgista y astrónomo, fue el autor de aquel precioso texto litúrgico universalmente conocido con la denominación de Codex Fuldensis o Bonifatianus, que contenía un leccionario y un calendario en uso en Campania antes de mediados de siglo IV. Con esta obra san Víctor no sólo se vincula a la acción litúrgico-pastoral de, por ejemplo, el papa Dámaso I, el papa León I y el papa Gregorio I y san Ambrosio y san Paulino de Nola, sino que demostró que la Iglesia de Capua, aunque siendo cabeza de la de Roma, constituía una familia litúrgica, es decir, seguía su propia tradición litúrgica como era el caso de Milán, Aquilea, Pavía, Turín, Nola, Benevento, Nápoles y Montecasino.[5]

### La destrucción de la antigua Capua
En 841 la antigua ciudad de Capua fue destruida por los sarracenos enviados por el príncipe de Benevento. Sin embargo, en 856 el obispo Landulfo I (843-879) y su hermano el conde Landone, que fueron los principales exponentes de la alta nobleza lombarda en el condado de Capua, reconstruyeron la ciudad a orillas del Volturno y no en su antiguo emplazamiento, donde otra ciudad volvió a la vida y se convirtió en la actual Santa Maria Capua Vetere.
Tampoco pasaron muchos años antes de que Capua, gracias a la política del obispo Landulfo II, que también era su conde, se convirtiera en la sede del principado.
Los historiadores sostienen que uno de los acontecimientos más importantes en la historia de la arquidiócesis de Capua fue el asentamiento de los casineses en esta ciudad. En 883 la abadía de Montecasino fue destruida a manos de los sarracenos, por lo que los monjes de san Benito se trasladaron a Capua en 914, al monasterio construido por el abad Giovanni (914-928).

### Sede metropolitana
Hacia finales del siglo X Capua alcanzó su apogeo: el príncipe Pandulfo I de Benevento, con la conquista del Principado de Salerno (978), fue el primero en reunificar los dominios del sur de Italia lombarda, llamados Langobardia Minor.
El 14 de agosto de 966 el papa Juan XIII, que había encontrado refugio en Capua, elevó la sede al rango de arquidiócesis metropolitana, que tenía como sufragáneas a Atina, Aquino, Caiazzo, Calvi, Carinola, Caserta, Fondi, Gaeta, Isernia, Sessa Aurunca, Sora, Teano y Venafro. Este privilegio fue concedido porque tras la elección de Juan XIII, impuesta por Otón I, fue expulsado del palacio de Letrán, flagelado públicamente y encerrado en el Castillo de Sant'Angelo. Por razones misteriosas, logró escapar y se refugió en el palacio episcopal de Capua, acogido por Pandulfo I. Así, Capua fue la quinta metrópolis de Italia después de Roma, Milán, Aquilea y Rávena y la primera del sur de Italia de rito latino porque sólo en los años siguientes se establecieron las metrópolis de Salerno (ca. 968) y Benevento (26 de mayo de 969). Por este motivo, el arzobispo de Capua se convirtió en legado de la Sede Apostólica y vicario del papa en el principado lombardo.
Los arzobispos de Capua tenían algunos privilegios especiales: al ser legados de la Santa Sede, se les reservaba el derecho de ungir con el óleo santo a los príncipes de Capua, firmaban sus diplomas con minio o cinabrio y autentificaban con plomo sus bulas.

### La arquidiócesis y los normandos
Los normandos tomaron el relevo de los lombardos y aumentaron aún más el prestigio de la sede metropolitana, manteniendo la primacía política y militar central del reino en Capua. Bajo los normandos, Capua era la gemma più preziosa della corono dei Re e l'inclita chiave del Regno [...] in Capua si videro più volte convocare le Assemblee o Parlamenti, dove, pel felice raggimento dello stato e delle chiese del regno, dietro invito del Monarca, si assembravano quasi tutti gli Arcivescovi, Vescovi, Abati, Conti e Baroni del Regno con alla testa i Principi Normanni.. Se sabe que los príncipes normandos de Capua se declararon vasallos y súbditos de la Iglesia, defendiendo a la Santa Sede contra las injerencias de los emperadores, y que el arzobispo metropolitano Erveo (1072-1087), de familia normanda, fue uno de los más acérrimos partidarios del papado de Gregorio VII, que fue acogido varias veces entre los muros del episcopio metropolitano. También es necesario recordar al arzobispo metropolitano Alfano que, además de ser reconfirmado como sede metropolitana, fue enviado también como legado papal al rey Enrique II de Inglaterra, para pedirle cuentas por el asesinato del arzobispo de Canterbury, san Tomás Becket. A su regreso de la legación, Alfano recibió como regalo del rey de Sicilia un precioso evangelio, hoy conservado en el tesoro de la catedral. La buena reputación de la gloriosa arquidiócesis perduró también en los años siguientes, hasta el punto de que el papa Inocencio III, tras la muerte del arzobispo Matteo, dijo al cabildo metropolitano de la catedral que Fra tutte le Metropoli del mondo, Capua è quella più vicina alla Sede Apostolica.

### Relaciones con la Sede Apostólica
De los 80 arzobispos metropolitanos, 19 eran cardenales. Entre estos se recuerda a: Ippolito d'Este, administrador apostólico (1493), Juan López (1498), Nikolaus von Schönberg (1520), Luigi Caetani (1624), Niccolò Caracciolo (1703), Francesco Serra-Cassano (1826), Giuseppe Cosenza (1850), Francesco Saverio Apuzzo (1871) y finalmente los dos más famosos: san Roberto Bellarmino y Alfonso Capecelatro de Castelpagano.
Cabe recordar que 22 papas también visitaron Capua por motivos políticos o pastorales, entre estos: Gregorio VII, Gregorio X, Celestino V, Bonifacio VIII, Urbano VI, Benedicto XIII, Pío IX y Juan Pablo II.
Con la bula De utiliori del papa Pío VII del 27 de junio de 1818, las diócesis sufragáneas de Capua quedaron reducidas a las de Isernia, Calvi y Teano, Sessa y Caserta.
El 29 de septiembre de 1967, mediante la carta apostólica Roma altera quondam, el papa Pablo VI proclamó a san Roberto Belarmino y a san Esteban protomártir, principales patronos de la arquidiócesis.
El 30 de abril de 1979, mediante la bula Quamquam Ecclesia del papa Juan Pablo II, la arquidiócesis perdió su dignidad metropolitana, manteniendo su título de arzobispado, y pasó a ser sufragánea de la arquidiócesis de Nápoles.
Con motivo del XVI centenario del Concilio de Capua (391-392), el papa Juan Pablo II visitó la arquidiócesis de Capua el 24 de mayo de 1992.
Desde el 11 de diciembre de 2023 está unida in persona episcopi a la diócesis de Caserta.

### El cabildo metropolitano de Capua
En los dos mil años de historia de la arquidiócesis, el cabildo metropolitano jugó un papel importante. Su institución se remonta a la antigüedad. Ya en el año 536 un tal Zaffio, primicerio de Capua, en sus cartas a san Gregorio Magno habla de un archidiácono de Capua llamado Plastico. En 1205 el cabildo tenía más de 50 canónigos, pero el arzobispo Marino Filomarino fijó el número en 40, dividiendo los canónigos en una triple clase de 10 presbíteros, 10 diáconos y 20 subdiáconos. El arzobispo Cesare Costa presentó los dos oficios de canónigo teólogo y canónigo penitenciario, asignándolos a la clase de subdiáconos. El cardenal Roberto Bellarmino, al no encontrar las constituciones del cabildo conformes al Concilio de Trento, las sometió a reformas, elevando el número de miembros a 20 presbíteros, 20 diáconos y 10 subdiáconos. El cardenal Luigi Caetani volvió a cambiar el número de canónigos, estableciéndolos en sólo dos órdenes, es decir, 20 presbíteros y 20 diáconos. Esta modificación estuvo en boga hasta 1867 cuando, como consecuencia de leyes civiles, los capitulares fueron reducidos de 40 a 12. En 1881 el cardenal arzobispo Alfonso Capecelatro obtuvo del papa León XIII la facultad de establecer, según un estatuto especial, 8 nuevos canónigos sin ingresos. El cabildo de la Catedral metropolitana obtuvo diversos privilegios de la Santa Sede. Entre ellos se encuentran el uso de la capa magna en las misas pontificias, el uso de la insignia pontificia ad instar abbatum, y en particular de la mitra, concedida por el papa Benedicto XIII; la imposición de las mitras se hizo por primera vez con un rito solemne la noche de Navidad de 1725. El 8 de mayo de 1725 el papa Benedicto XIV concedió el uso de la capa magna del cardenal al igual que los cabildos de Milán y Lisboa. La capa magna del cardenal, de color púrpura, llevada sobre la sotana púrpura, era la vestimenta coral del cabildo; cubierto de armiño en el pecho en invierno y de seda sencilla sin forro en verano; en tiempos de Adviento y Cuaresma, en la procesión de san Marcos Evangelista, en la procesión de las rogativas y en los funerales, la capa era de una lana de color púrpura. Los canónigos podían llevar este hábito incluso en presencia de los cardenales y del papa.
El cabildo es reconocido por el cuidado y restauración de la catedral; se recuerda en particular la consagración del 6 de junio de 1255 presidida por el papa Alejandro IV, tras las restauraciones de los años 1250-1255; la consagración de la basílica catedral inferior (subterránea) realizada después de las restauraciones el 23 de abril de 1724 por el cardenal arzobispo Vincenzo Maria Orsini, futuro papa Benedicto XIII; la segunda consagración de la catedral, el 19 de noviembre de 1724, presidida por el cardenal arzobispo de Corinto, Mondilio Orsini, legado papal y sobrino de Benedicto XIII y futuro arzobispo de Capua (de 1728 a 1743); la Rosa de Oro, enviada por el papa Benedicto XIII el 30 de abril de 1726 (que por orden es la 142 entre las más de 180 distribuidas en el mundo); la preciosa reliquia de la Vera Cruz, entregada personalmente por el citado papa al cardenal arzobispo Niccolò Caracciolo el 30 de octubre de 1727; el título de basílica menor otorgada a la catedral por el papa León XII el 20 de noviembre de 1827; la tercera consagración de la catedral el 19 de noviembre de 1858; y finalmente, tras los bombardeos que arrasaron la ciudad de Capua, la última consagración de la catedral reconstruida, presidida por el arzobispo Salvatore Baccarini, el 19 de noviembre de 1957.

## Estadísticas
Según el Anuario Pontificio 2024 la arquidiócesis tenía a fines de 2023 un total de 190 500 fieles bautizados.
| Año                                                                             | Población            | Población | Población      | Sacerdotes | Sacerdotes    | Sacerdotes    | Bautizados por sacerdote | Diáconos permanentes | Religiosos | Religiosos | Parroquias |
| Año                                                                             | Bautizados católicos | Total     | % de católicos | Total      | Clero secular | Clero regular | Bautizados por sacerdote | Diáconos permanentes | Varones    | Mujeres    | Parroquias |
| ------------------------------------------------------------------------------- | -------------------- | --------- | -------------- | ---------- | ------------- | ------------- | ------------------------ | -------------------- | ---------- | ---------- | ---------- |
| 1950                                                                            | 125 028              | 125 115   | 99.9           | 143        | 131           | 12            | 874                      |                      | 35         | 308        | 63         |
| 1959                                                                            | 125 400              | 125 500   | 99.9           | 135        | 120           | 15            | 928                      |                      | 28         | 320        | 64         |
| 1970                                                                            | 134 870              | 135 000   | 99.9           | 119        | 98            | 21            | 1133                     |                      | 32         | 407        | 71         |
| 1980                                                                            | 136 000              | 136 800   | 99.4           | 99         | 86            | 13            | 1373                     |                      | 16         | 352        | 75         |
| 1990                                                                            | 178 000              | 180 000   | 98.9           | 87         | 76            | 11            | 2045                     |                      | 13         | 360        | 60         |
| 1999                                                                            | 177 800              | 178 500   | 99.6           | 84         | 74            | 10            | 2116                     | 2                    | 13         | 330        | 59         |
| 2000                                                                            | 178 800              | 180 500   | 99.1           | 85         | 75            | 10            | 2103                     | 2                    | 13         | 330        | 59         |
| 2001                                                                            | 179 900              | 182 300   | 98.7           | 86         | 76            | 10            | 2091                     | 1                    | 13         | 295        | 60         |
| 2002                                                                            | 180 100              | 183 300   | 98.3           | 92         | 82            | 10            | 1957                     | 3                    | 23         | 290        | 59         |
| 2003                                                                            | 183 000              | 185 000   | 98.9           | 86         | 76            | 10            | 2127                     | 4                    | 23         | 280        | 59         |
| 2004                                                                            | 186 000              | 190 000   | 97.9           | 81         | 70            | 11            | 2296                     | 2                    | 20         | 270        | 59         |
| 2006                                                                            | 186 400              | 191 500   | 97.3           | 81         | 68            | 13            | 2301                     | 3                    | 25         | 280        | 60         |
| 2013                                                                            | 192 300              | 203 000   | 94.7           | 82         | 70            | 12            | 2345                     | 9                    | 12         | 285        | 60         |
| 2016                                                                            | 196 200              | 207 200   | 94.7           | 91         | 77            | 14            | 2156                     | 11                   | 16         | 250        | 60         |
| 2019                                                                            | 191 315              | 205 000   | 93.3           | 85         | 71            | 14            | 2250                     | 9                    | 16         | 243        | 60         |
| 2021                                                                            | 191 600              | 205 400   | 93.3           | 83         | 69            | 14            | 2308                     | 8                    | 14         | 243        | 60         |
| 2023                                                                            | 190 500              | 204 300   | 93.2           | 82         | 73            | 9             | 2323                     | 7                    | 11         | 232        | 60         |
| Fuente: Catholic-Hierarchy, que a su vez toma los datos del Anuario Pontificio. |                      |           |                |            |               |               |                          |                      |            |            |            |

## Episcopologio
- San Prisco? † (42-66)
- San Sinoto? † (66-80)
- San Rufo? † (80-83)
- San Quarto? † (83-117)
- San Agostino? † (252-260)
- San Quinto? † (260-271)
- San Aristeo? † (300-303)
- Proterio † (mencionado en 313)

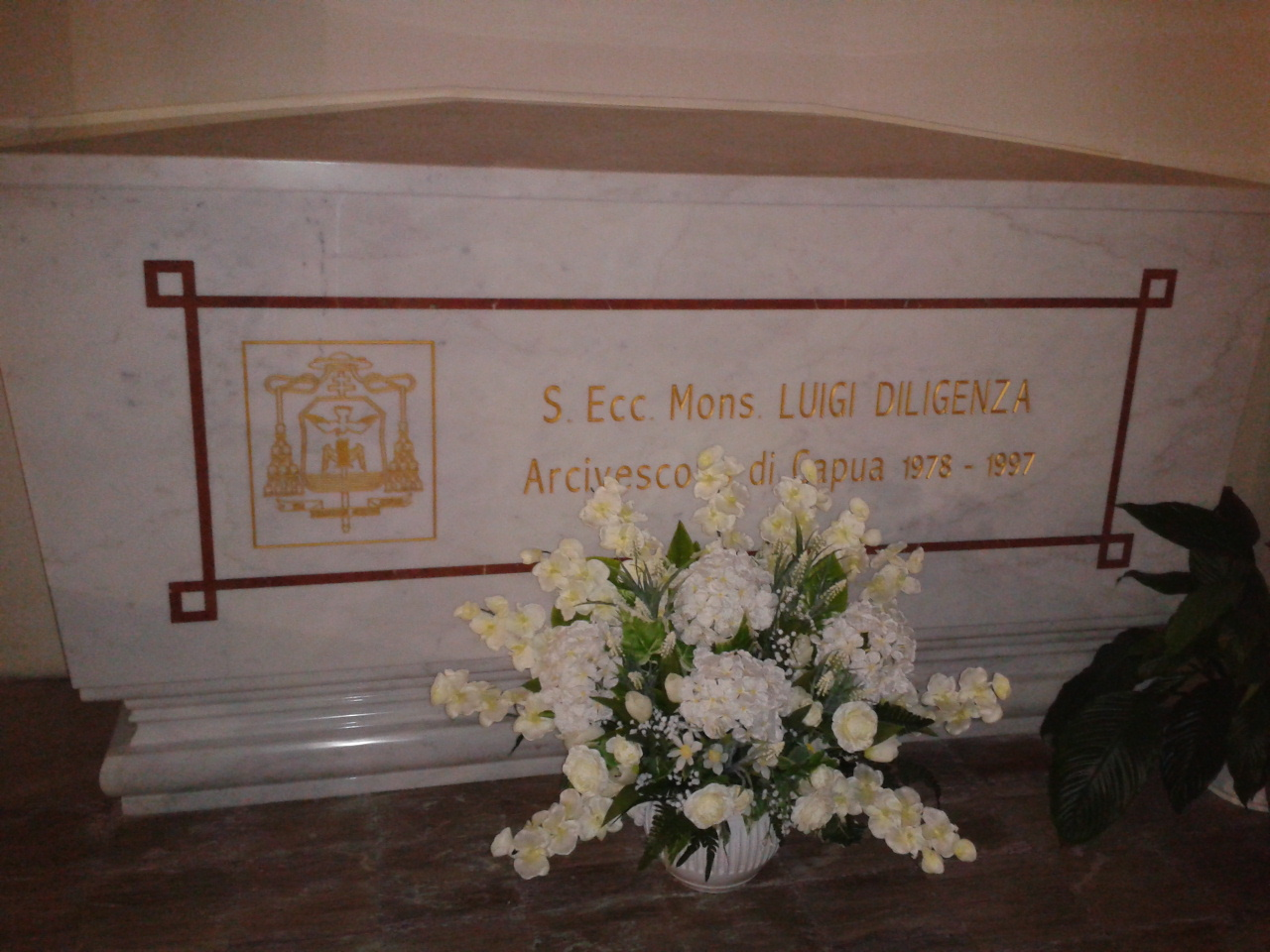
Tumba del arzobispo Luigi Diligenza

- Vincenzo † (circa 341-después de 357)
- San Panfilo † (385-409)
- San Rufino † (410-420)
- San Simmaco † (422-440)
- San Prisco II † (440-460)
- Tribuzio † (mencionado en 465)
- Costantino † (antes de 487-499)
- Alessandro † (500-516)
- San Germano † (circa 516-540/541 falleció)[16]
- San Vittore † (23 de febrero de 541-2 de abril de 554 falleció)
- Prisco III † (555-560)
- San Probino † (17 de diciembre de 570-20 de agosto de 572 falleció)
- Festo † (antes de 593-antes de noviembre de 594 falleció)[17]
- Basilio † (antes de 598-después de 602)
- Gaudioso † (mencionado en 649)
- San Decoroso † (antes de 680-15 de febrero de 693 falleció)
- San Vitaliano † (693-718)
- Autario † (719-726)
- Ambrogio † (740-744)
- Teodoro? †
- Stefano † (773-795)
- Radelperto † (824-835)
- San Paolino † (12 de julio de 835-10 de octubre de 843 falleció)
- Landulfo I † (antes de 856-879 falleció)[18]
- Landulfo II † (879-882)
- Pietro † (925)
- Sicone † (943)
- Adeiperto † (944)
- Giovanni Capodiferro † (966-974 falleció)
- Leone, O.S.B. † (974-7 de agosto de 978 falleció)
- Gerberto, O.S.B. † (978-21 de enero de 980 falleció)
- Atenolfo † (981-990)
- Aione † (993-993 falleció)[nota 1]
- Isembardo † (993-1007)
- Pandolfo † (1007-1020)[nota 2]
- Atenolfo II † (1022-1059)
- Niceforo † (?-14 de septiembre de 1059 falleció)
- Ildebrando † (mencionado en 1071)
- Erveo † (antes de 1078-después septiembre de 1089 falleció)[19]
- Roberto? † (1088?-1097)
- Senne † (1098-1118)
- Ottone † (1118-1127)
- Filippo † (mencionado en 1129)
- Ugone † (1129-1135 depuesto)
- Guglielmo † (1135-1137 nombrado arzobispo de Salerno)
- Goffredo † (1137-1157)
- Alfano di Camerota † (circa 1158-después de febrero de 1177 falleció)[20]
- Matteo † (antes de marzo de 1183-verano de 1199 falleció)
- Rainaldo di Celano † (circa octubre de 1199-después de 1212 falleció)[21]
- Rainaldo Gentile † (circa 1216-1222 falleció)[22]
- Giacomo d'Amalfi † (27 de septiembre de 1225-después de noviembre de 1242 falleció)[nota 3]
  - Gualtiero di Ocre † (marzo de 1247-junio de 1249 renunció) (arzobispo electo)[23]
- Marino Filomarino, O.P. † (13 de enero de 1252-10 de marzo de 1286 falleció)[24]
- Cinzio della Pigna † (25 de mayo de 1286-1290 falleció)
- Salimbene † (10 de febrero de 1291-1295)
- Pietro Gerra † (6 de enero de 1298-8 de julio de 1299 nombrado patriarca de Aquilea)
- Leonardo Patrasso da Guarcino, O.F.M. † (20 de julio de 1299-2 de marzo de 1300 creado cardenal obispo de Albano)
- Alberto † (3 de junio de 1300-1300 falleció)
- Dorricomino Ingeraimo † (1300-1300)
- Giovanni de Capua † (2 de enero de 1301-1304 falleció)
- Andrea Pandone † (5 de junio de 1304-10 de septiembre de 1311 falleció)
- Ingeranno o Imerano[25] de Stella † (23 de junio de 1312-1333 falleció)
- Rinardo di Ruggiero † (18 de febrero de 1334-1350 falleció)
- Vasino Rolando, O.F.M. † (14 de junio de 1350-1351 falleció)
- Giovanni della Porta † (18 de enero de 1353-1357 falleció)
  - Alberto Albertini † (agosto de 1357-1358) (administrador apostólico)
- Reginaldo † (11 de mayo de 1358-1363 falleció)
- Filippo di Lanzano † (1363-1363 falleció)
- Stefano della Sanità † (20 de diciembre de 1363-11 de julio de 1380 falleció)
- Luigi della Ratta † (22 de diciembre de 1380-1381 falleció)
  - Giovanni di Pontecorvo † (23 de mayo de 1384-?) (antiobispo)
- Attanasio Vindacio † (circa 1385-1406 falleció)
- Filippo Barile † (19 de febrero de 1406-1435 falleció)
- Niccolò d'Acciapaccio † (18 de febrero de 1435-3 de abril de 1447 falleció)
- Giordano Caetani † (17 de abril de 1447-13 de octubre de 1496 falleció)[nota 4]
- Juan de Borja Llançol de Romaní † (1496-9 de agosto de 1498 renunció)
- Juan López † (15 de octubre de 1498-5 de agosto de 1501 falleció)
- Giovanni Battista Ferrari † (9 de agosto de 1501-20 de julio de 1502 falleció)
  - Ippolito d'Este † (20 de julio de 1502-3 de septiembre de 1520 falleció) (administrador apostólico)
- Nikolaus von Schönberg, O.P. † (12 de septiembre de 1520-28 de abril de 1536 renunció)
- Tommaso Caracciolo † (28 de abril de 1536-31 de marzo de 1546 falleció)
- Niccolò Caetani di Sermoneta † (5 de mayo de 1546-1548 renunció)
- Fabio Arcella † (18 de enero de 1549-1560 falleció)
  - Niccolò Caetani di Sermoneta † (12 de mayo de 1564-1572 renunció) (administrador apostólico)
- Cesare Costa † (19 de noviembre de 1572-12 de febrero de 1602 falleció)
- San Roberto Bellarmino, S.I. † (18 de marzo de 1602-31 de agosto de 1605 renunció)
- Antonio Caetani † (31 de agosto de 1605-17 de marzo de 1624 falleció)
- Luigi Caetani † (17 de marzo de 1624 por sucesión-1 de marzo de 1627 renunció)
- Girolamo Costanzo † (1 de marzo de 1627-septiembre de 1633 falleció)
- Girolamo de Franchis † (27 de noviembre de 1634-30 de enero de 1635 falleció)
- Camillo Melzi † (18 de febrero de 1636-21 de enero de 1659 falleció)
- Giovanni Antonio Melzi † (14 de marzo de 1661-6 de abril de 1687 falleció)
- Gasparo Cavalieri † (7 de julio de 1687-17 de agosto de 1690 falleció)
- Giacomo Cantelmo † (27 de septiembre de 1690-23 de julio de 1691 nombrado arzobispo de Nápoles)
- Giuseppe Bologna † (25 de marzo de 1692-2 de agosto de 1697 falleció)
- Carlo Loffredo, C.R. † (10 de marzo de 1698-enero de 1701 falleció)
- Niccolò Caracciolo † (23 de abril de 1703-7 de febrero de 1728 falleció)
- Mondilio Orsini, C.O. † (8 de marzo de 1728-19 de diciembre de 1743 renunció)
- Giuseppe Maria Ruffo † (3 de febrero de 1744-19 de marzo de 1754 falleció)
- Muzio Gaeta † (16 de septiembre de 1754-19 de abril de 1764 falleció)
- Michele Maria Capece Galeota † (20 de agosto de 1764-18 de noviembre de 1777 renunció[nota 5])
- Adelelmo Gennaro Pignatelli, O.S.B.Oliv. † (15 de diciembre de 1777-9 de noviembre de 1785 falleció)
  - Sede vacante (1785-1792)
- Agostino Gervasio, O.S.A. † (27 de febrero de 1792-17 de marzo de 1806 falleció)
  - Sede vacante (1806-1818)
- Baldassare Mormile, C.R. † (6 de abril de 1818-26 de julio de 1826 falleció)
- Francesco Serra-Cassano † (26 de julio de 1826 por sucesión-17 de agosto de 1850 falleció)
- Giuseppe Cosenza † (30 de septiembre de 1850-30 de marzo de 1863 falleció)
  - Sede vacante (1863-1871)
- Francesco Saverio Apuzzo † (24 de noviembre de 1871-30 de julio de 1880 falleció)
- Alfonso Capecelatro di Castelpagano, C.O. † (20 de agosto de 1880-11 de noviembre de 1912 falleció)
- Gennaro Cosenza † (4 de marzo de 1913-2 de enero de 1930 renunció[nota 6])
- Salvatore Baccarini, C.R. † (30 de junio de 1930-13 de febrero de 1962 falleció)
- Tommaso Leonetti † (10 de julio de 1962-1 de marzo de 1978 retirado)
- Luigi Diligenza † (1 de marzo de 1978-29 de abril de 1997 retirado)
- Bruno Schettino † (29 de abril de 1997-21 de septiembre de 2012 falleció)
- Salvatore Visco (30 de abril de 2013-11 de diciembre de 2023 retirado)
- Pietro Lagnese, desde el 11 de diciembre de 2023

## Santos, beatos, venerables y siervos de Dios
- San Aldemaro de Capua[26]
- San Agostino de Capua, mártir.[27]
- San Bernardo de Carinola[28]
- San Castrese de Sessa[29]
- San Decoroso de Capua[30]
- Santa Felicita de Capua mártir[27]
- San Gelasio II, papa[31]
- San Germano de Capua[32]
- Santa Giulia Salzano[33]
- San Lupulo mártir[34]
- San Marcelo, mártir.[35]
- San Modesto, mártir.[34]
- San Prisco de Capua[36]
- San Quarto de Capua[37]
- San Quinto de Capua[38]
- San Roberto Bellarmino[39]
- San Rufo, mártir[40]
- San Simmaco de Capua[41]
- Santo Stefano Minicillo[42]
- San Vitaliano de Capua[43]
- San Vittore de Capua[44]
- Beato Benedetto de Gassino[45]
- Beata Clotilde Micheli[46]
- Beato Modestino de Gesù e Maria[47]
- Beato Raimondo da Capua[48]
- Beato Stefano de Rossano[49]
- Venerable Francesco Olimpio[50]
- Venerable Giacomo Gaglione[51]
- Venerable Simpliciano della Natività[52]